# Kibbelveen
Kibbelveen is een gehucht in de gemeente Coevorden, aan het Oranjekanaal in de Nederlandse provincie Drenthe. Het beslaat een oppervlakte van 269 hectare.

## Beschrijving
Het gehucht, iets ten noordwesten van 't Haantje bestaat uit 15 boerderijen en woningen. Enkele daarvan zijn nog in gebruik als boerenbedrijf. In Kibbelveen werd tot het einde van de 19e eeuw turf gegraven, waarbij men elkaar de eigendomsrechten nogal eens betwistte. Dit 'gekibbel' zou hebben geleid tot de naam van het dorp.
Bij Kibbelveen is een recreatieplas te vinden, de Kibbelkoele.
Plaatsen: Aalden · Achterste Erm · Benneveld · Coevorden · Dalen · Dalerpeel · Dalerveen · De Kiel · Diphoorn · Eldijk · Erm · Gees · Geesbrug · 't Haantje · Holsloot · Langerak · Meppen · Nieuwe Krim · Nieuwlande (deels) · Noord-Sleen · Oosterhesselen · Schoonoord · Sleen · Steenwijksmoer · Stieltjeskanaal · Veenhuizen · Wachtum · Wezup · Wezuperbrug · Zweeloo · Zwinderen

Overige: Ballast · De Haar · De Mars · Den Hool · Kibbelveen · Klooster · Padhuis · Pikveld · Schimmelarij · Vlieghuis · Weijerswold

Drenthe: Steden en dorpen      Nederland: Provincies · Gemeenten